# Indická pobřežní stráž
Indická pobřežní stráž (hindsky: भारतीय तटरक्षक, Bhāratīya Taṭarakṣaka) je součástí indických ozbrojených sil. Je podřízena indickému ministerstvu obrany. Mezi její hlavní úkoly patří vynucování práva a ochrana výlučné námořní ekonomické zóny země. Jeho hlavní síly představují různé druhy oceánských hlídkových lodí a hlídkových lodí. Provozuje také námořní hlídková letadla a vrtulníky. Velitelství sídlí v Novém Dillí. Na počátku roku 2016 pobřežní stráž disponovala 120 plavidly, přičemž dalších 70 bylo rozestavěno. Plavidla indické pobřežní stráže nesou před jménem označení ICGS.

## Historie

Vlajka indické pobřežní stráže

Pobřežní stráž byla založena 1. února 1977. Jejími prvními plavidly se staly dvě od indického námořnictva převzaté fregaty Kuthar a Kirpan britského typu 14 a pět hlídkových člunů třídy Poluchat.
Činnost indické pobřežní stráže je rozdělena do pěti operačních oblastí, přičemž každá má své regionální velitelství – západní (Bombaj), východní (Čennaí), severovýchodní (Kalkata), severozápadní (Gandhinagar) a nakonec Andamany a Nikobary (Port Blair).

## Složení

### Lodě pro kontrolu znečištění

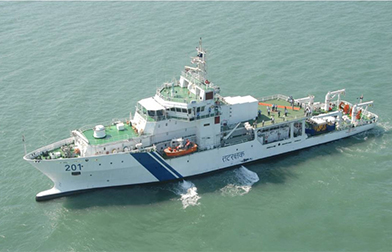
ICGS Samudra Prahari (201)

- Třída Samudra (3 ks)

### Oceánské hlídkové lodě

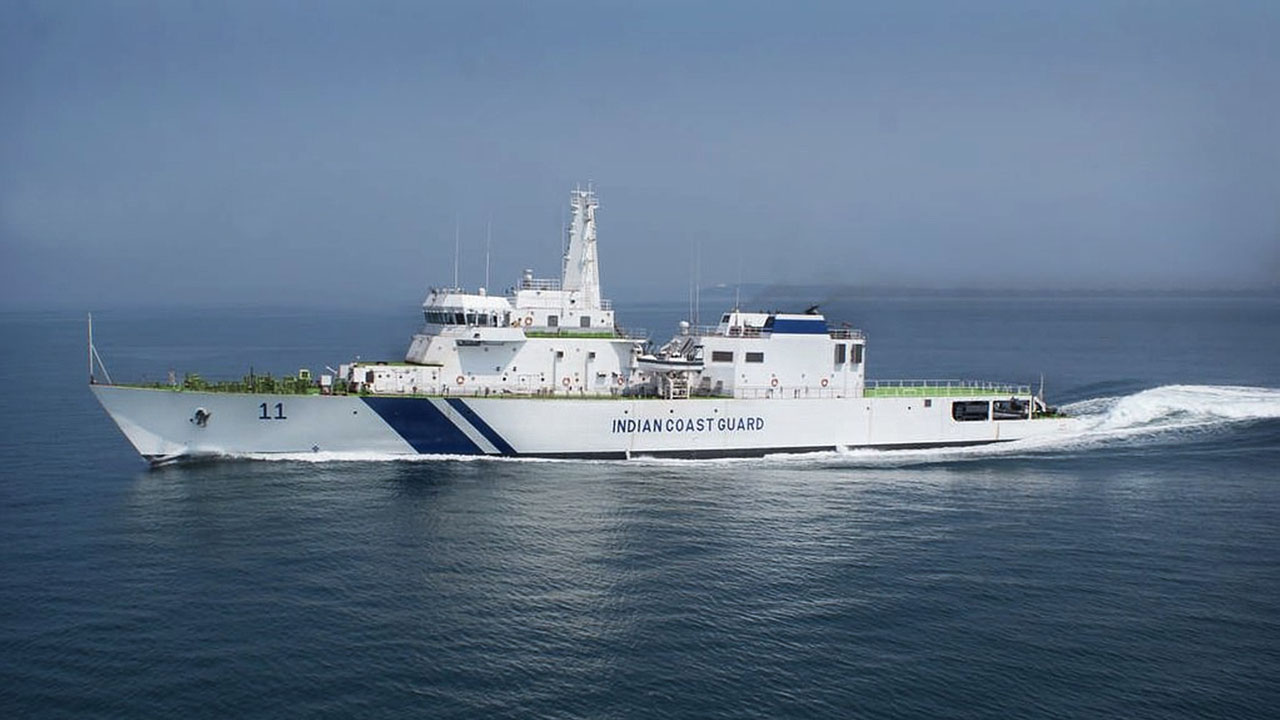
ICGS Samarath

- Třída Vikram (7 ks)
- Třída Samarth (11 ks)
- Třída Vishwast (3 ks)
- Třída Sankalp (2 ks)
- Třída Samar (2 ks)

### Rychlé hlídkové lodě
- Třída Adamya (1 ks)
- Třída Aadesh (20 ks)
- Třída Rajshree (13 ks)
- Třída Rani Abbakka (5 ks)
- Třída Sarojini Naidu (7 ks)
- Třída Priyadarshini (2 ks)

### Hlídkové čluny

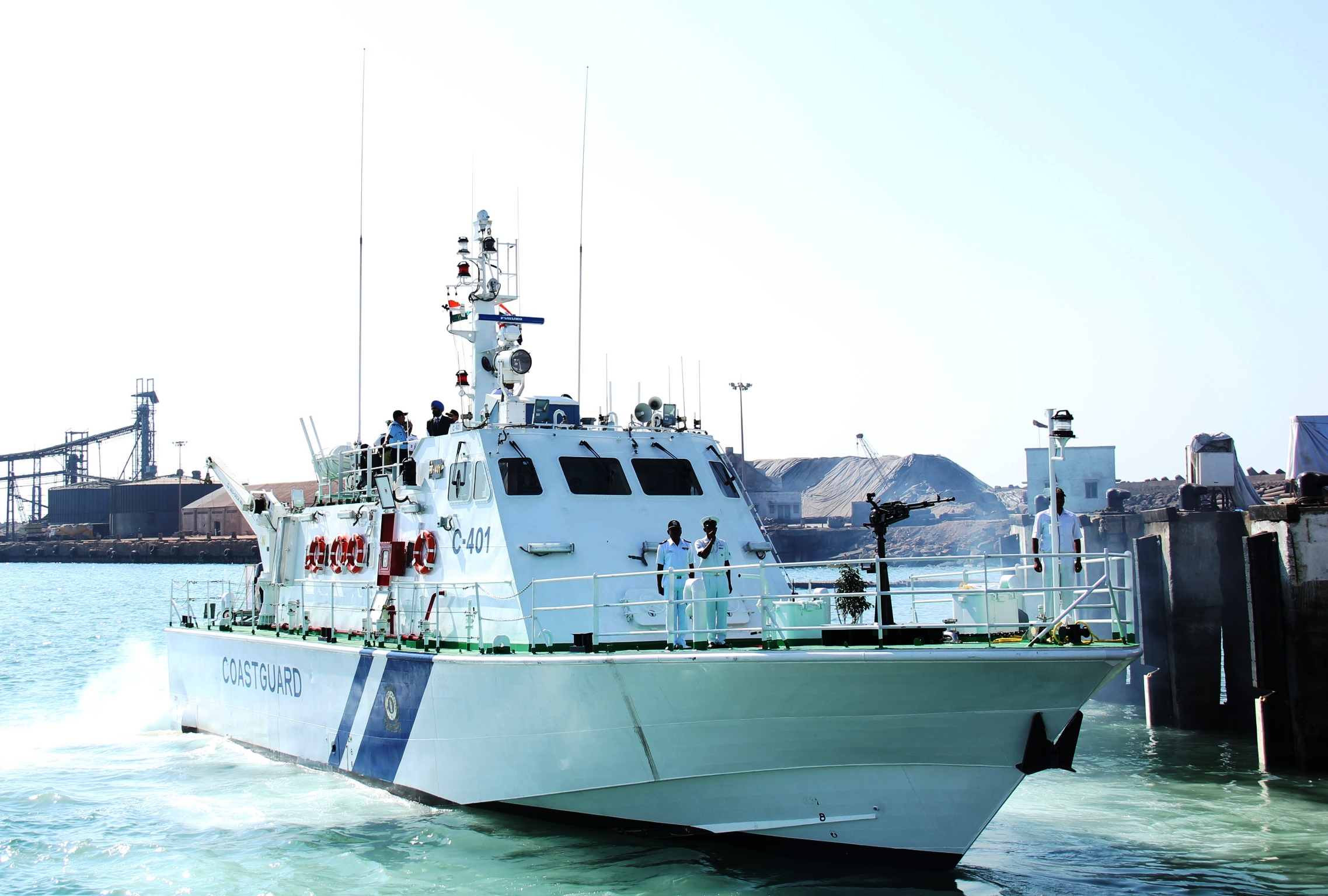
Hlídkový člun třídy L&T

- Třída Bharati (7 ks)
- Třída L&T (53 ks)
- Třída ABG (13 ks)

### Plánované akvizice
- Lodě pro kontrolu znečištění (2 ks) – objednány roku 2021 u loděnice Goa Shipyard Limited (GSL)
- Next Generation Offshore Patrol Vessels (NGOPV, 6 ks) – objednány roku 2023 u loděnice Mazagon Dock Limited (MDL)
- Rychlé hlídkové lodě (14 ks) – objednány roku 2024 u loděnice MDL
- Třída Adamya (7 ks) – objednány roku 2022 u loděnice GSL
- Cvičná loď (1 ks) – objednány roku 2023 u loděnice MDL

## Letectvo

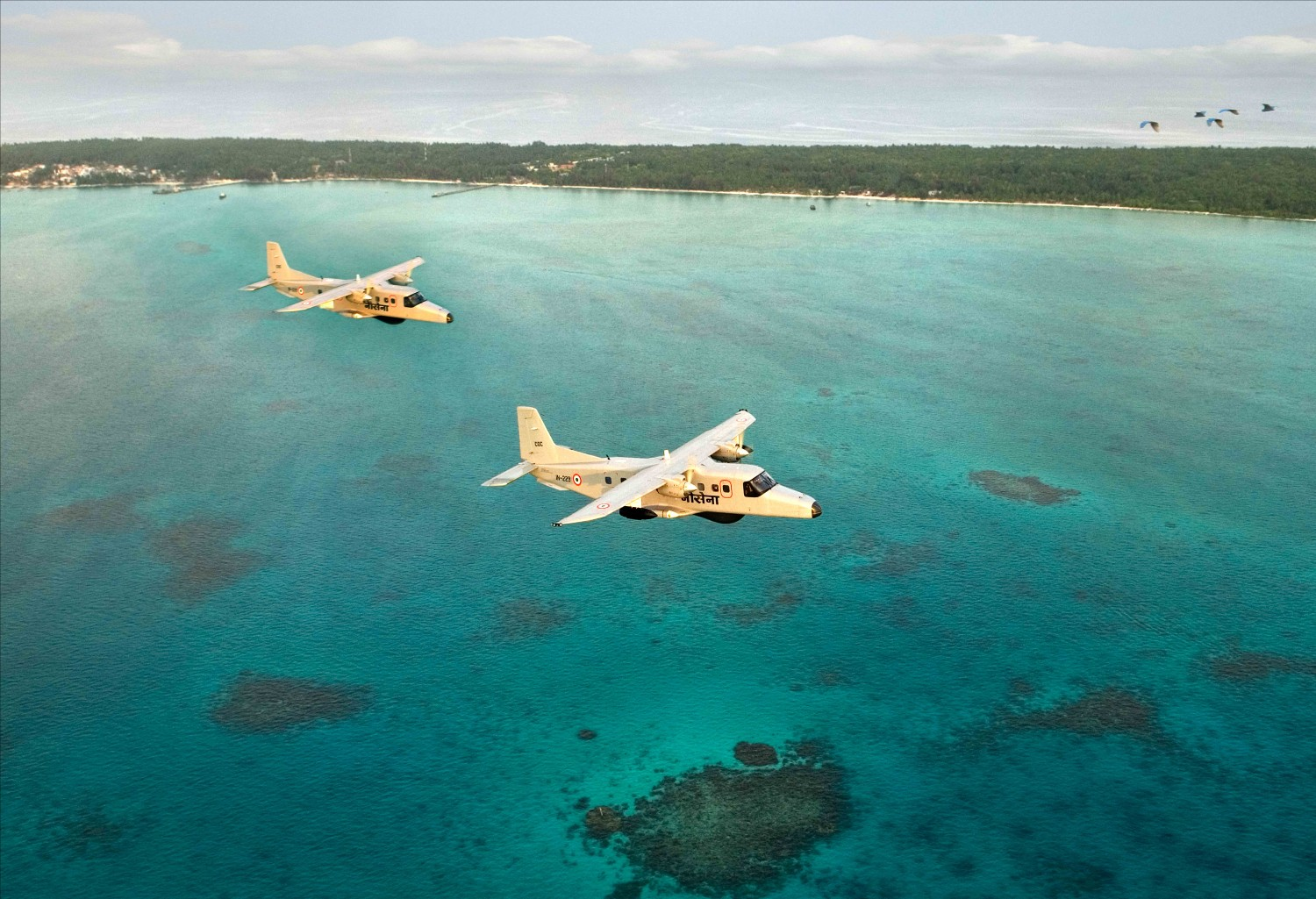
Hlídkové letouny Do 228

Indická pobřežní stráž provozuje námořní hlídkové letouny Dornier Do 228 a vrtulníky typů HAL Dhruv a HAL Chetak.